# 雀色
雀色（すずめいろ）とは、雀の羽または頭部のような茶褐色。雀茶、雀頭色ともいう。
江戸時代当時「四十八茶百鼠」といって褐色系と灰色系の色が大流行したため、「樺茶」などのように古来からの色名に「茶」とつけて呼びなおしたり、実際には灰色系や褐色系ではない色に「鼠」「茶」とつけている例なども見受けられる。
日が落ちかけて薄暗くなった夕暮れ時のことを古くは「雀色時」と呼んでいた。江戸中期ごろの褐色系の流行色を総称して「雀の羽色」と呼ぶ例もある。